# Phi3 Ceti
Título a ser usado para criar uma ligação interna é Phi3 Ceti.
Phi3 Ceti (Al Nitham, 22 Ceti) é uma estrela na direção da constelação de Cetus. Possui uma ascensão reta de 00h 56m 01.51s e uma declinação de −11° 15′ 59.4″. Sua magnitude aparente é igual a 5.35. Considerando sua distância de 522 anos-luz em relação à Terra, sua magnitude absoluta é igual a −0.67. Pertence à classe espectral K4III.